# Tequila Sunrise (película)
Tequila Sunrise (literalmente, "Amanecer tequila"; conocida en España como "Conexión Tequila" y en Hispanoamérica como "Traición al amanecer") es una película estadounidense de 1988 dirigida y escrita por Robert Towne y protagonizada por Mel Gibson, Michelle Pfeiffer y Kurt Russell.

## Argumento
Dale "Mac" McKussic es un narcotraficante que quiere reformarse. Su viejo y mejor amigo, Nick Frescia, es un teniente de policía cuya misión es investigarlo y llevarlo ante la justicia. Mientras tanto, Mac se siente atraído por Jo Ann Vallenari, la dueña de un restaurante de moda. Sabiendo esto, Nick empieza también a frecuentar el restaurante, investigando a fondo las operaciones y contactos de Mac con el narcotraficante mexicano Carlos. Pero durante el proceso, Nick también se enamora de Jo Ann.

## Reparto
- Mel Gibson como Dale "Mac" McKussic.
- Michelle Pfeiffer como Jo Ann Vallenari.
- Kurt Russell como Detective Nicholas "Nick" Frescia.
- J. T. Walsh como Detective Hal Maguire.
- Raúl Juliá como Carlos / Comandante Xavier Escalante.
- Gabriel Damon como Cody McKussic.
- Ely Pouget como Barbara.
- Arliss Howard como Gregg Lindroff.
- Arye Gross como Andy Leonard.
- Ann Magnuson como Shaleen McKussic.
- Daniel Zacapa como Arturo.
- Budd Boetticher como Juez Nizetitch.

Richard Geer

## Premios
Tequila Sunrise fue nominada en 1989 al Premio Óscar a la Mejor fotografía.